# 北部方面輸送隊
北部方面輸送隊（ほくぶほうめんゆそうたい）とは、陸上自衛隊東千歳駐屯地（北海道千歳市）に駐屯する北部方面隊北部方面後方支援隊隷下の輸送科部隊である。

## 概要
隊長は、1等陸佐（二）が充てられ、北部方面隊全般の車両輸送支援（師団・旅団輸送隊でカバーできない部分や、北部方面隊直轄部隊の輸送支援）および民生活動等を主任務としてる。2000年（平成12年）3月の後方支援体制変換に伴い北部方面武器隊と統合、北部方面後方支援隊隷下部隊として再編され運用している。
第304輸送中隊および第305輸送中隊は、特大型トラックおよび人員輸送車を装備し、主に人員・燃料・弾薬・方面物流便等の輸送任務を実施し、第310輸送中隊、第313輸送中隊、第314輸送中隊は、特大型運搬車を装備し、主に戦車部隊および特科部隊（重車両）等の装備品の重車両輸送任務を実施する。
師団等が自動車化されるまでは主に重車両の輸送や当時車両化されていなかった普通科部隊等の輸送支援を主な任務として編成・運用されていた。

## 沿革
第102輸送大隊
- 1954年（昭和29年）
  - 10月15日：第102輸送大隊（第304輸送中隊・第305輸送中隊・第308輸送中隊基幹）が札幌駐屯地において編成完結。
  - 10月30日：第102輸送大隊が札幌駐屯地から真駒内駐屯地に移駐。

北部方面輸送隊
- 1975年（昭和50年）3月26日：編成完結。

1. 第102輸送大隊（真駒内駐屯地）が北部方面輸送隊に増強改編。
2. 第310輸送中隊が真駒内駐屯地に新編し、北部方面輸送隊に編合。

- 1993年（平成05年）3月30日：第313輸送中隊および第314輸送中隊が真駒内駐屯地に新編し、北部方面輸送隊に編合。

北部方面後方支援隊北部方面輸送隊
- 2000年（平成12年）3月28日：北部方面後方支援隊編成完結に伴い、同隊隷下部隊に改編。
- 2002年（平成14年）3月27日：第101輸送業務隊を真駒内駐屯地に新編し、北部方面輸送隊に編合。隊本部、輸送処理班、第1端末地業務班を真駒内駐屯地に、第2端末地業務班を旭川駐屯地に、第3端末地業務班を帯広駐屯地に配置。
- 2008年（平成20年）3月26日：第308輸送中隊（真駒内駐屯地）を廃止。
- 2018年（平成30年）3月26日：第101輸送業務隊（真駒内駐屯地）を廃止・改編し、陸上自衛隊中央輸送隊隷下の第1方面分遣隊を真駒内駐屯地に新編。
- 2019年（平成31年）3月4日：輸送用20ftコンテナを導入[1]
- 2023年（令和05年）3月15日：部隊移駐等。

1. 北部方面輸送隊主力が真駒内駐屯地から東千歳駐屯地に移駐。
2. 第304輸送中隊および第305輸送中隊が真駒内駐屯地から島松駐屯地に移駐[2][3]。

## 編成
特記ない限り東千歳駐屯地所在。
- 北部方面輸送隊本部
- 北部方面輸送隊本部付隊「北方輸‐本」
- 第304輸送中隊「304輸」（島松駐屯地）：7tトラック / 74式特大型トラック、人員輸送車[4]
- 第305輸送中隊「305輸」（島松駐屯地）：7tトラック / 74式特大型トラック、人員輸送車
- 第310輸送中隊「310輸」：特大型運搬車
- 第313輸送中隊「313輸」：特大型運搬車
- 第314輸送中隊「314輸」：特大型運搬車

## 主要幹部
| 官職名                              | 階級    | 氏名     | 補職発令日     | 前職               |
| ----------------------------------- | ------- | -------- | -------------- | ------------------ |
| 北部方面後方支援隊 北部方面輸送隊長 | 1等陸佐 | 後藤茂寿 | 2024年08月01日 | 那覇駐屯地業務隊長 |

| 代 | 氏名               | 在職期間                        | 前職                                       | 後職                                         |
| -- | ------------------ | ------------------------------- | ------------------------------------------ | -------------------------------------------- |
| 01 | 駒沢弘 （2等陸佐） | 1975年03月26日- 1976年08月01日  | 第102輸送大隊長                            | 陸上自衛隊輸送学校研究部長                   |
| 02 | 中山彬 （2等陸佐） | 1976年08月02日 - 1978年03月15日 | 第11輸送隊長 兼 第11師団司令部輸送課長     | 陸上自衛隊輸送学校勤務                       |
| 03 | 湯田次男           | 1978年03月16日 - 1979年07月31日 | 東部方面総監部付                           | 陸上自衛隊輸送学校副校長 兼 同校企画室長     |
| 04 | 後藤文男           | 1979年08月01日 - 1981年07月31日 | 東北方面輸送隊長 →1981年4月1日 1等陸佐昇任 | 中部方面輸送隊長 兼 豊中分とん地司令         |
| 05 | 内田康弘           | 1981年08月01日 - 1983年07月31日 | 真駒内駐とん地業務隊長                     | 北部方面総監部勤務                           |
| 06 | 佐藤元 （2等陸佐） | 1983年08月01日 - 1985年03月15日 | 陸上自衛隊輸送学校勤務                     | 陸上幕僚監部装備部輸送課 鉄道・船舶班長      |
| 07 | 久保田穣一         | 1985年03月16日 - 1986年07月31日 | 陸上自衛隊輸送学校教育部長                 | 陸上自衛隊幹部学校学校教官                   |
| 08 | 上山昇             | 1986年08月01日 - 1989年03月15日 | 陸上自衛隊輸送学校研究部長                 | 陸上自衛隊輸送学校教育部長                   |
| 09 | 白石桂一           | 1989年03月16日 - 1991年07月31日 | 陸上幕僚監部装備部輸送課長                 | 陸上自衛隊中央輸送業務隊長 兼 横浜駐屯地司令 |
| 10 | 武川保             | 1991年08月01日 - 1993年06月30日 | 陸上幕僚監部装備部輸送課総括班長           | 陸上幕僚監部装備部輸送課長                   |
| 11 | 安部啓司           | 1993年07月01日 - 1996年07月31日 | 北部方面総監部総務部法務課長               | 陸上幕僚監部監理部法務課長                   |
| 12 | 梅原泰             | 1996年08月01日 - 1998年07月31日 | 陸上幕僚監部装備部輸送課総括班長           | 自衛隊富山地方連絡部長                       |
| 末 | 清水重周           | 1998年08月01日 - 2000年11月30日 | 東部方面輸送隊長                           | 陸上自衛隊幹部学校主任研究開発官             |

| 代 | 氏名       | 在職期間                        | 前職                                                    | 後職                                      |
| -- | ---------- | ------------------------------- | ------------------------------------------------------- | ----------------------------------------- |
| 01 | 清水重周   | 1998年08月01日 - 2000年11月30日 | 東部方面輸送隊長                                        | 陸上自衛隊幹部学校主任研究開発官          |
| 02 | 古野茂樹   | 2000年12月01日 - 2003年03月26日 | 陸上自衛隊輸送学校教育部長                              | 旭川駐屯地業務隊長                        |
| 03 | 横山正樹   | 2003年03月27日 - 2006年03月26日 | 陸上幕僚監部装備部輸送課 道路・航空班長                 | 西部方面後方支援隊 西部方面輸送隊長       |
| 04 | 角賢徳     | 2006年03月27日 - 2008年07月31日 | 陸上自衛隊輸送学校総務課長                              | 東部方面後方支援隊 東部方面輸送隊長       |
| 05 | 小田修身   | 2008年08月01日 - 2011年08月04日 | 東北方面後方支援隊 東北方面輸送隊長                     | 陸上自衛隊研究本部主任研究開発官          |
| 06 | 有明忠文   | 2011年08月05日 - 2013年03月31日 | 東北方面後方支援隊 東北方面輸送隊長                     | 陸上自衛隊輸送学校副校長 兼 企画室長      |
| 07 | 黒田耕太郎 | 2013年04月01日 - 2014年12月18日 | 陸上幕僚監部装備部装備計画課勤務                        | 陸上幕僚監部装備部装備計画課 輸送室長     |
| 08 | 持留顯     | 2014年12月19日 - 2016年07月31日 | 陸上自衛隊研究本部研究員                                | 北部方面総監部付                          |
| 09 | 今井俊典   | 2016年08月01日 - 2018年03月22日 | 第18普通科連隊長                                        | 陸上自衛隊輸送学校副校長 兼 企画室長      |
| 10 | 小澤和之   | 2018年03月23日 - 2019年03月31日 | 陸上幕僚監部装備計画部装備計画課勤務                    | 陸上幕僚監部装備計画部装備計画課 輸送室長 |
| 11 | 山内徹     | 2019年04月01日 - 2021年11月30日 | 陸上幕僚監部指揮通信システム・情報部 情報課基盤情報班長 | 旭川駐屯地業務隊長                        |
| 12 | 小島一男   | 2021年12月01日 - 2024年07月31日 | 陸上自衛隊中央輸送隊副隊長                              | 第6後方支援連隊長                         |
| 13 | 後藤茂寿   | 2024年08月01日 -                | 那覇駐屯地業務隊長                                      |                                           |

## 主要装備
- 1/2tトラック / 73式小型トラック
- 3 1/2tトラック / 73式大型トラック
- 大型トラック（４×４）
- 特大型トラック（コンテナ）
- 7tトラック / 74式特大型トラック
- 特大型セミトレーラ
- 特大型運搬車
- 人員輸送車１号
- 人員輸送車２号

## 廃止部隊
- 2008年（平成20年）3月26日廃止
  - 第308輸送中隊「308輸」（真駒内駐屯地）：
- 2018年（平成30年）3月26日廃止
  - 第101輸送業務隊「101輸業」（真駒内駐屯地）：陸上自衛隊中央輸送隊隷下の第1方面分遣隊に改編。